# Усик Ігор Олегович
І́гор Оле́гович У́сик — старший лейтенант Збройних сил України, учасник російсько-української війни.

## З життєпису
Народився в селі Рясники, Гощанського району Рівненської області, 1994 року народження. Командир зенітно-артилерійського взводу батальйону охорони, штаб-сержант.
Загинув разом з Соя Олександром Анатолійовичом унаслідок ворожого ракетного удару по військовій частині A1119 в перший день війни близько 08:20 трьома реактивними снарядами.

## Нагороди
- орден Богдана Хмельницького III ступеня (2022, посмертно) — за особисту мужність і самовіддані дії, виявлені у захисті державного суверенітету та територіальної цілісності України, вірність військовій присязі.